# Biscutella
- Commons
- Wikispecies

Biscutella L. é um género botânico pertencente à família Brassicaceae.

## Sinonímia
- Iondraba Rchb.
- Jondraba Medik.

## Espécies
Segundo a base de dados The Plant List o género tem 210 espécies descritas das quais 51 são aceites.
- Biscutella auriculata
- Biscutella baetica
- Biscutella bilbitana
- Biscutella cichoriifolia
- Biscutella conquensis
- Biscutella dufourii
- Biscutella ebusitana
- Biscutella fontqueri
- Biscutella frutescens
- Biscutella glacialis
- Biscutella hozensis
- Biscutella lyrata
- Biscutella segurae
- Biscutella sempervirens
- Biscutella valentina
- Biscutella vicentina

- Lista completa

## Classificação do gênero
| Sistema | Classificação                         | Referência               |
| ------- | ------------------------------------- | ------------------------ |
| Linné   | Classe Tetradynamia, ordem Siliculosa | Species plantarum (1753) |